# Zaporoški kozaci
Zaporoški kozaci ili Zaporošci su pripadnici ranih vojničkih skupina ukrajinske etničke pripadnosti, koji se krajem 15. stoljeća iz sjevernijih ukrajinskih krajeva sele i pojavljuju na južnim ukrajinskim stepama, području južnog Dnjepra i Dona, tvoreći vojničku protuosmansku obrambenu ali i ofenzivnu vojnu pokrajinu, kasnije Zaporošku republiku. Vojni potezi ukrajinskih vojničkih skupina sredinom 17. stoljeća ujedno će označiti i kraj dominacije poljskih vlasti na središnjim ukrajinskim prostorima.
U Ukrajini, Zaporoški kozaci predstavljaju simbol ukrajinske neovisnosti tijekom nezavidnog povjesnog razdoblja u 18. stoljeću, kada je današnji prostor Ukrajine bio podjeljen između Poljske, Rusije i Krimskog kanata na krajnjem jugu.
Današnji potomci Zaporoških kozaka su Kubanski kozaci koji su tijekom represivne povijesti radi svoje neovisne proukrajinske politike izgnani iz središnje Ukrajine na jugoistočnu obalu Azovskog mora u Kubansku regiju Ruske Federacije. U sklopu Ruskog imperija, Kubanski kozaci su evidentirani kao Malorusi (Ukrajinci) i služili su se ukrajinskim jezikom, prakticirajući ukrajinske običaje i kulturu. 

## Migracija ruralnog stanovništva
Krajem 15. i početkom 16. stoljeća svi zapadni ukrajinski gradovi i mjesta pod poljskom su vlašću. Ta vlast potiče naseljavanje novih poljskih, njemačkih i židovskih vlastodržaca i zemljoposjednika. Kako su isti ukrajinski prostori od uvijek poznati kao žitnica Europe, novi vlasnici, umjesto da naplaćuju danak, nemilosrdno iskorištavaju ukrajinsko stanoviništvo kao radničko seljaštvo.
Drugačija situacija bila je na prostoru stepske jugoistočne Ukrajine, gdje Litavci i Poljaci nisu mogli uspostaviti adekvatnu teritorijalnu kontrolu jer su tamo na prepade ulazili Tatari. Tatari su ondje povremeno pljačkali i pustošili manji broj naseljenih sredina te su time cjelokupan stepski prostor učinili nesigurnim za život. Tatari nisu dozvoljavali da se na tim prostorima uspostavi red, niti su po svojoj nomadskoj prirodi željeli trajno nastaniti te prostore. Stepa južne Ukrajine, inače bogata mineralnim solima, biljnim i životinjskim vrstama, rijekama koje su bogate ribljim fondom, tako je postala često mjesto povremenog obitavanja sve većeg broja Ukrajinaca bez obzira na tatarsku opasnost. Povod tomu bile su stroge restrikcije u sjeverozapadnoj Ukrajini.
Krajem 15. stoljeća sve veći broj Ukrajinaca odlučuje se periodično nastaniti na tim južnim prostorima smatrajući da u manjim zajednicama mogu uspostaviti kontrolu nad osvajačkim pohodima Tatara i razvijati svoj društveni život neovisno od poljske represije. U početku često se vraćaju u domicijalne sjeverozapadne ukrajinske krajeve, uglavnom grad Kijev i druga obližnja središta te se potom vraćaju na stepu duž rijeke Dnjepar. Profil tih Ukrajinaca ispočetka su činili isključivo vojnici, lovci i ukrajinski seljaci, potom se priključuju i mnogobrojni plemići, koji se postepeno ujedinjuju u zajednice te polako stvaraju novi neovisan društveni i vojni stalež. Vode sve češće ratove protiv Tatara i stječu zavidnu vojnu vještinu koja je nadmašila mnoge druge narode u okruženju. Sve veći broj tih organiziranih Ukrajinaca počinje predstavljati jaku vojnu silu i stječu naziv Kozaci. 
Riječ «kozak» koju su im u ranom stadiju nadjenuli upravo Tatari, turkijskog je porijekla i u originalnom prijevodu označava «bijelu gusku», kako su Tatari imenovali pridošle vitke i svjetlopute istočne Slavene, uglavnom Ukrajince i Ruse. Riječ «kozak» kasnije označava «slobodnog čovjeka», i prvi puta je zabilježena 1492., kada se Krimski kan požalio na vojnu snagu kozaka koja je počela predstavljati ozbiljnu opasnost za tatarska središta na krajnjem jugu Ukrajine i Rusije. Siromašni kozaci u samom početku pljačkaju svoje neprijatelje i stječu ratni pljen, između ostalog konje, oružije i odjeću te tako postaju sve bolje naroužani i dostojanstveno odjeveni. Obrazovaniji, imućniji i elegantniji kozaci u 16. stoljeću postaju simbol ukrajinske neovisnosti i potom čuvari granica Ruskog imperija.

## Atributi kozačkog staleža
U svijesti ukrajinskog naroda kozak početkom 17. stoljeća predstavlja neovisnog i hrabrog čuvara Ukrajine na njezinim stepskim prostorima, a to se do danas zadržalo u svijesti ukrajinskih ljudi. Kozak prema idealu ima dobro građeno tijelo, markantan izgled, prema vojnom svjetonazoru ima obrijanu glavu, često nije oženjen i nema obitelj te se poistovjećuje sa stepskim vitezom koji brani pravoslavnu vjeru i drži se isključivo vojničkog odnosno discipliniranog načina života. U cjelokupnom ukrajinskom okruženju postaje cijenjena vojna, ali i neovisna društveno-politička figura, vrijedna divljenja i uvažavanja. S druge strane njegova disciplina i staroruska vojnička surovost za neprijatelja predstavlja nemiosrdnog ratnika kojega se treba čuvati te ga se često obezvrijeđuje kao divljaka koji se ne drži uobičajenih metoda ratovanja poljske vojske.
Upravo je dinamičan i surov kozački način ratovanja zaustavio Tatare i Turke na jugoistoku Europe te je predstavljao novu jaku vojnu silu na prostorima europskog kontinenta. Povjesničari objašnjavaju da je takav oštar vojni svjetonazor i u pozitivnom smislu pomalo vragolast i veseo karakter kozaka, bio vezan za varjaško-ukrajinska plemena još iz razdoblja Kijevske Rusi, kada je u relativno kratkom razdoblju koloniziran gotovo cijeli istok europskog kontinenta. Gotovo je posve nepoznato da su zahvaljujući svojem dinamičnom i vrlo taktičnom načinu ratovanja, ključnu ulogu u vrlo brzom širenju Ruskog imperija prema Dalekom istoku, imali upravo kozaci sa središnjih ukrajinskih prostora. Dio ukrajinskih kozaka, uglavnom na ljevoj obali Dnjepra, tada je prihvatio političku ideju carske Moskve da se formira snažna pravoslavna država prema uzoru na Kijevsku Rus'.

## Ranija kozačka povijest
Prvi istaknutiji kozaci bili su Ostap Daškevič (1506. – 1536.) i ukrajinski plemić Dmitro Višneveckij (1550. – 1564.), zvan Bajda, koji je tijekom 1550.-tih objedinio kozake sa središnjih ukrajinskih prostora na dnjeprovskom otočiću Hortecja. Kako bi se obranili od Tatara u sklopu političke kontrole Osmanskog carstva, kozaci grade fortifikacijske objekte na tokovima rijeke Dnjepar, poznate pod imenom Sič, čija riječ označava sječu drva koja će sačiniti utvrdu. Grad Zaporižžja na rijeci Dnjepar postaje tako još jedno kulturno-povijesno središte Ukrajinaca odnosno Zaporoških kozaka gdje su nastavili svoju borbu za nezavisnost. Zaporoški kozaci tijekom narednog perioda s porastom vlastite populacije formiraju jedinstvenu vojno-socijalnu organizaciju odnosno Kozačko društvo i ukrajinsku državu Zaporošku Republiku, čiji prvenstveni cilj jest osigurati nezavisnost Ukrajine i očuvati pravoslavnu vjeru koja je u to vrijeme predstavljala simbol ukrajinske kulture. 
Zaporoški kozaci s vremenom uspostavljaju svojevrstan viteški red takozvane Kozačke Republike, koji je od svojih članova tražio čvrstu disciplinu. Političko-vojni sustav kojim su ukrajinski kozaci vodili svoje unutarnje poslove, u suvremenom društvu, smatra se uzorom prave demokracije. Tijekom 16. stoljeća ukrajinski kozaci stječu ugled branitelja kršćanske vjere pred Tatarima i Osmanilijama te pravoslavne vjere pred katoličkim Poljacima. Stječu status neovisne ukrajinske društvene elite koju su velikim djelom činili ukrajinski plemići i njihovi potomci. U novim okolnostima, na čelu kozačke elite nalazio se «hetman» (ukr. Гетьман/Hetjman, polj. Hetman, rus. Гéтман/Hetman) odnosno vrhovni zapovjednik kozačkih vojnih formacija, njemu niže rangiran bio je «otaman». Međunarodna riječ «hetman» potječe od njemačke riječi haupt-mann, gdje «haupt» označava glavu ili glavnoga. Cijenjenu kozačku kulturu življenja iz Ukrajine potom preuzimaju i pojedini drugi okolni narodi, prvenstveno tijekom 18. stoljeća u sklopu Ruskog imperija.

## Utjecaj poljske politike
Svjesni sve jačeg kozačkog utjecaja, Poljaci već 1568. po prvi puta mirno pokušavaju preuzeti vojno-političku kontrolu nad mnogobrojnim kozacima nudeći im posebne povlastice u zamjenu da se registriraju u službi poljsko-litavske vojske kao Registrirani kozaci. Na samom početku registriralo se svega nekoliko stotina kozaka i taj je broj iz poljske nesigurnosti stalno varirao na otprilike nekoliko tisuća. Među registriranim kozacima često su ratovali neregistrirani i obrnuto, te je tako njihov broj u ratovima bio često veći ili manji od onog formalnog. Registrirani kozaci su predstavljali posebne postrojbe poljsko-litavske vojske te su bili upisani u poseban državni registar. Stvaranje registriranih kozačkih snaga započeto je 1572. kada je prvoj službenoj postrojbi pristupilo 300 kozaka, a nakon 1578. taj broj se povećao na 600. Registrirani kozaci bili su izvan zakona lokalnih vlastodržaca, a njima je zapovjedano preko posebnog Kozačkog vijeća. Imali su posebne povlastice, oslobođeni su plaćanja poreza, imali su pravo posjedovati vlastitu zemlju i primali su plaću za svoju vojnu službu. Često su koristili svoja povlaštena prava kako bi zagovarali bolji život i prava potlačenog ukrajinskog stanovništva. 
Iako su poljske vlasti pomoću registriranih kozaka namjeravale steći kontrolu nad mnogim neregistriranim, to se u konačnici nije ostvarilo već su se krajem 16. stoljeća formirala dva jaka društvena središta Zaporoška Sič i Trahtemiriv. Zaporoška Sič postala je revolucijsko središte stvaranja ukrajinske neovisnosti kojom su uglavnom dominirali neregistrirani kozaci, dok su Trahtemirivom upravljali nešto imućniji i konzervativniji kozaci koji su često balansirali snage između poljsko-ukrajinskih političkih odnosa. Registrirani kozaci često potiču borbu i pobunu protiv poljskih veleposjednika, njihovih nameta i općenito poljske kolonizatorske politike. Nakon kozačkog ustanka tijekom 1580.-tih, poljska vlada 1590. povećava broj registriranih kozaka na 1000 i predaje im utvrdu Kremenčuk. Tijekom rata poljsko-litavske vojske s Moskvom 1618. dodatno se povećava broj registriranih kozaka na više od 10,000. Već sljedeće godine poljske vlasti smanjuju taj broj na 3,000 da bi potom 1620. taj broj ponovno uvećan na 20,000. Godine 1625. potpisan je Kurukov sporazum kojim je broj registriranih kozaka trebao biti konačno sveden na 6,000 te je kozacima dopušteno da sami biraju svog hetmana, kojeg će dodatno odobriti i sam kralj. Godine 1630. broj registriranih kozaka ponovno se povećao do 8,000 te se 1638. zbog izbijanja kozačkih pobuna koje je predvodio Pavlo Pavljuk i Karpo Skidan ponovno smanjuje na 5,000. Tada ujedno gube znatan dio prethodnih prava. 
Nakon presudnog ustanka Bohdana Hmiljnickog 1648. neregistrirani kozaci se ujedinjuju s pobunjenim registriranim te pokreću rat protiv poljske vojske. Pod vodstvom Hmiljnickog okupljeno je preko 60,000 kozaka koji su jedinstveno krenuli u rat protiv poljske vojske kako bi oslobodili okupirane ukrajinske prostore i stvorili ukrajinsku neovisnost, a pojam registrirani kozaci nakon 1660. više se nije koristio. Među istaknutim registriranim kozacima posebno su se isticali Samijlo Kiška, Krištof Kosinski, Petro Sahaidačni, Jacko Borodavka, Mihajlo Dorošenko, Hrihorij Čornij i Iljaš Karaimovič. Godine 1875. Osip Bodianski je objavio detaljan registar svih kozaka.

## Kozačke borbe i organizacija
Nakon 1604. kozačka vojska stječe respektabilnu snagu te osim što štiti ukrajinske prostore od Tatara i Turaka, uključuje se intenzivno u ratove izvan svoje zemlje. Kozaci su generalno odlučili voditi borbu protiv Tatara i Turaka na svim prostorima u njihovoj blizini. Vode česte ratove na kompletnoj crnomorskoj obali i na južnim kavkaškim putevima prema Moskvi s ciljem da ih što dalje potisnu od slavenskih prostora. Do 1618. godine, koristeći svoje posebno i okretno brodovlje zvano «Čajke», vode uspješne ratove na cjelokupnoj obali Crnog mora, došavši sve do Turske gdje su nakon svojih pobjeda oslobodili nekoliko tisuća kršćanskih zarobljenika. Kozaci su prilikom napada na turske zemlje oslobodili znatan broj porobljene europske kršćanske djece čiji su roditelji prethodno ubijeni u ratu protiv Turaka, nakon čega je dio te djece prisvojen i doveden u Ukrajinu, gdje su odgojeni kao kozaci. 
Svaka kozačka čajka mogla je ploviti sa 60 naoružanih kozaka i bila je opremljena s 4 do 6 vojnih topova. Kompletna kozačka flota kretala se između 30 i 80 čajki, što je bilo i više nego dovoljno da se unište ili zatoče mnogobrojne turske galije te da se zauzmu i opljačkaju mnogobrojna bogata turska mjesta i gradovi. U tom razdoblju Turci i Osmansko carstvo bili su svojevrstan vojni i vjerski strah za cijelu Europu, no kozaci su Turcima stvarali izuzetne probleme te ih onemogućavali u njihovima vojnim naumima. Ukrajinski kozaci su do danas ostali jedni od najvještijih jahača konja na svijetu, a takvu vještinu usavršili su tijekom mnogih bitki na prostorima ukrajinske stepe. U uspješnom ratu protiv Turaka stekli su toliki autoritet da je s vremenom formirana svojevrsna Kozačka nacija, čije elemente demokratizma preuzima cijelo ukrajinsko društvo.
Aktivna ukrajinska kozačka vojska, relativno slabije opremljena, ali izrazito spretna i organizirana, u svoje vrijeme brojila je između 10.000 i 40.000 vojnika, ovisno o okolnostima. Njihovo glavno središte bila je Zaporoška Sič odnosno vojni tabor u mjestu Zaporižžja na rijeci Dnjipro. Najiskusniji kozački vojnici bili su podijeljeni u pukovnije koje su se sastojale od 500 do 4000 muškaraca. Pukovnije su bile podijeljene u divizije od 100 ljudi, a divizije su bile podijeljene na grupe od 10 ljudi, svaka pod zasebnim zapovjedništvom. Cjelokupna vojska bila je pod zapovjedništvom hetmana ili vrhovnog zapovjednika. Kozački hetman izabran je i odgovoran Kozačkom vijeću zvanom Rada. Svaka pukovnija imala je vlastita obilježja, vlastitog svirača ratne trube i ratnog bubnjara. Također je postojala zasebna manja topnička jedinica i vojni orkestar.

## Popis ukrajinskih hetmana
- Predslav Ljanckoronskij (1506. – 1512.)
- Ostap Daškevič (1506. – 1536.)
- Dmitro Višneveckij (1550. – 1564.)
- Ivan Svirgovskij (1567. – 1574.)
- Ivan Pidkova (1577. – 1578.)
- Ivan Oriševskij (1579. – 1591.)
- Bogdan Mikošinskij (1586. – 1594.)
- Krištof Kosinskij (1591. – 1593.)
- Grigorij Loboda (1593. – 1596.)
- Severin Nalivajko (1596.)

- Petro Konaševič - Sahajdačnij (1614. – 1622.); značajna kozačka ličnost koja vodila uspješne ratove protiv Tatara i Turaka. Konaševič je ujedno u savzništvu s poljskim trupama uspješno predvodio vojne kozačke jedinice u ratu protiv Moskve 1618. i i bitci kod tvrđave Hotin 1621. godine. Konaševič je poticao odcjepljenje Rusi-Ukrajine od Poljske.
- Mihajlo Dorošenko (1623. – 1628.)
- Grigorij Čorni (1628. – 1630.), izabran od registriranih kozaka
- Taras Fedorovič (1629. – 1630.), izabran od neregistriranih kozaka
- Ivan Sulima (1630. – 1635.)
- Dmitro Hunja (1638.)
- Bogdan Hmeljnickij (1648. – 1657.); značajna kozačka ličnost i prvi hetman ukrajinske Zaporoške republike koja je stekla neovisnost od Poljske. Hmeljnickij je stvorio nužan savez s Moskovskom državom 1654. i time postavio Ukrajinu pod privremenu zaštitu Rusije.
- Ivan Bogun (Lipanj, 1651.)
- Ivan Vihovskij (1657. – 1659.)
- Jakim Somko (1660. – 1663.)
- Jurij Hmeljnickij (1659. – 1662.), (1678. – 1681.), hetman Pravoberežne Ukrajine
- Pavlo Teterja (1663. – 1665.), hetman Pravoberežne Ukrajine
- Petro Dorošenko (1665. – 1672.), hetman Pravoberežne Ukrajine
- Ivan Briuhoveckij (1663. – 1668.)
- Demjan Mnogogrišnij (1669. – 1672.)
- Mihajlo Hanenko (1669. – 1674.), hetman Pravoberežne Ukrajine
- Ivan Samojlovič (1672. – 1687.)

- Ivan Mazepa (1687. – 1709.); značajna kozačka ličnost koja je u savezništvu sa švedskim kraljom Karlom XII. pokušao steći neovisnost Rusi-Ukrajine od Rusije koju je prevodio car Petar I.
- Pilip Orlik (1709.)
- Ivan Skoropadskij (1709. – 1722.)
- Pavlo Polubotok (1722. – 1724.)
- Danilo Apostol (1727. – 1734.)
- Kirilo Rozumovskij (1750. – 1764.)

## Vanjske poveznice
- Адріан Кащенко: ОПОВІДАННЯ ПРО СЛАВНЕ ВІЙСЬКО ЗАПОРОЗЬКЕ НИЗОВЕ
- Encyclopedia of Ukraine: Cossacks (eng.)
- Михайло ГРУШЕВСЬКИЙ: ІСТОРІЯ УКРАЇНИ-РУСИ - ТОМ VIІ. КОЗАЦЬКІ ЧАСИ — ДО РОКУ 1625 (ukr.)
- Яковенко Наталія: Нариси Історії України - З найдавніших часів до кінця XVIII ст. - КОЗАЦЬКА ЕРА: Козацька революція 1648-1657 рр. (ukr.)  Arhivirana inačica izvorne stranice od 15. rujna 2009. (Wayback Machine)